# Mischocyttarus latissimus
Mischocyttarus latissimus är en getingart som beskrevs av Richards 1978. Mischocyttarus latissimus ingår i släktet Mischocyttarus och familjen getingar. Inga underarter finns listade i Catalogue of Life.